# Freya bifida
Freya bifida là một loài nhện trong họ Salticidae.
Loài này thuộc chi Freya. Freya bifida được Frederick Octavius Pickard-Cambridge miêu tả năm 1901.